# Protesta trans en Lima de 1978
La protesta trans en Lima de 1978 ocurrió en el Palacio Legislativo, sede del Congreso de la República, el 5 de diciembre de dicho año, convirtiéndose en la primera manifestación LGBT de Perú y que buscaba manifestar en la Asamblea Constituyente diversas demandas de la diversidad sexual.

## Historia
La protesta fue protagonizada por tres travestis, las artistas Francis Day, Damonett y Giselle. En aquel momento realizaban un show en el cafe-teatro «Palais Concert», en la calle Manuel Bonilla del distrito de Miraflores, titulado Travestis en la Prostituyente, que consistía en una sátira del desarrollo de la Asamblea Constituyente que en aquel momento redactaba la nueva Carta Magna.
La manifestación tuvo lugar el 5 de diciembre de 1978 frente al Palacio Legislativo, lugar donde sesionaba la Asamblea Constituyente y se realizó para reclamar por el respeto y protección para las personas del «tercer sexo» —denominación que recibía en aquel entonces la comunidad LGBT—, además de solicitar el final de los abusos policiales en su contra. Lograron reunirse con el congresista Lauro Muñoz Garay del Partido Popular Cristiano (PPC), a quien le entregaron un memorial dirigido a la Comisión Especial de Derechos Humanos de la Asamblea Constituyente que entre otros aspectos solicitaba se legislara para que «nadie, en ningún caso, por su comportamiento sexual, puede ser sometido a torturas ni penas o tratos inhumanos, humillantes o discriminatorios»; sin embargo sus demandas no fueron acogidas en la redacción final del texto constitucional.
Diversos medios de comunicación informaron sobre la protesta: el n.º 44 de la revista Oiga incluyó una fotografía en portada de Francis Day durante su reunión con Lauro Muñoz y el titular «El tercer sexo en el primer poder», mientras que el periódico Expreso tituló «"Travestis" fueron a la Asamblea», acompañada también de una fotografía de las asistentes a la manifestación.